# Kostel svatého Víta (Libědice)
Kostel svatého Víta je římskokatolický kostel zasvěcený svatému Vítovi v Libědicích v okrese Chomutov. Od roku 1963 je chráněn jako kulturní památka. Kostel stojí v dominantní poloze na hraně údolí v nejvyšší části vesnice.

## Historie
Farní kostel stál v Libědicích už před rokem 1358, kdy jsou připomínáni bratři Kuneš a Sulka z Libědic a Sulkův syn Zdich, kteří měli ke kostelu patronátní právo. Na jejich žádost byl jmenován zdejším farářem Petr z Kněžic, který nahradil zemřelého kněze Vítka. Erhart z Doupova navrhl roku 1386 dalšího známého kněze Kuneše z Třebovle.
Majitelka části vsi Marie Zuzana Smyslovská odkázala svůj podíl v roce 1668 karmelitánskému klášteru na Malé Straně v Praze. Karmelitáni nechali kostel v letech 1682–1694 zcela přestavět v barokním slohu, aniž by byly přerušeny bohoslužby, protože nový kostel byl postaven kolem staršího a ten byl teprve potom zbourán.

## Popis
Stavba kostela je jednolodní s polygonálním kněžištěm, ke kterému je na severní straně přiložena sakristie. Na západní straně stojí v ose stavby mohutná věž zakončená střechou s cibulovou bání. Věž má čtverhranný půdorys, ale horní polovina je osmiboká. Předsín je zaklenutá křížovou klenbou. Chrámová loď je sklenuta valenou klenbou a lunety pokryty štukovým mramorem. Po stranách lodi je pět obdélníkových kaplí.

## Vybavení
Na vybavení kostela, stejně jako na řadě okolních drobných památek, se podílel regionální sochař Jan Karel Vetter. Nejstarší památkou je gotická socha Madony v nice v předsíni. Hlavní oltář je rokokový z let 1750–1754 od sochaře V. Herschera. Vedle oltáře je ve zdi náhrobník Marie Zuzany Smyslovské a její dcery s letopočtem 1729. Nejstarší oltář na levé straně lodi však pochází z roku 1660 a  je zdobený pozdně gotickými sochami svatého Václava a svatého Vojtěcha. Kromě nich je v kostele šest dalších oltářů: například rokokový oltář Jezulátka od M. Schramma z doby okolo roku 1760 nebo oltář Panny Marie od Giacoma Antonia Corbelliniho z roku 1713. Kromě dalších nástěnných maleb, obrazů a soch stojí za zmínku dvoudílné rokokové varhany.